# Аскетизм

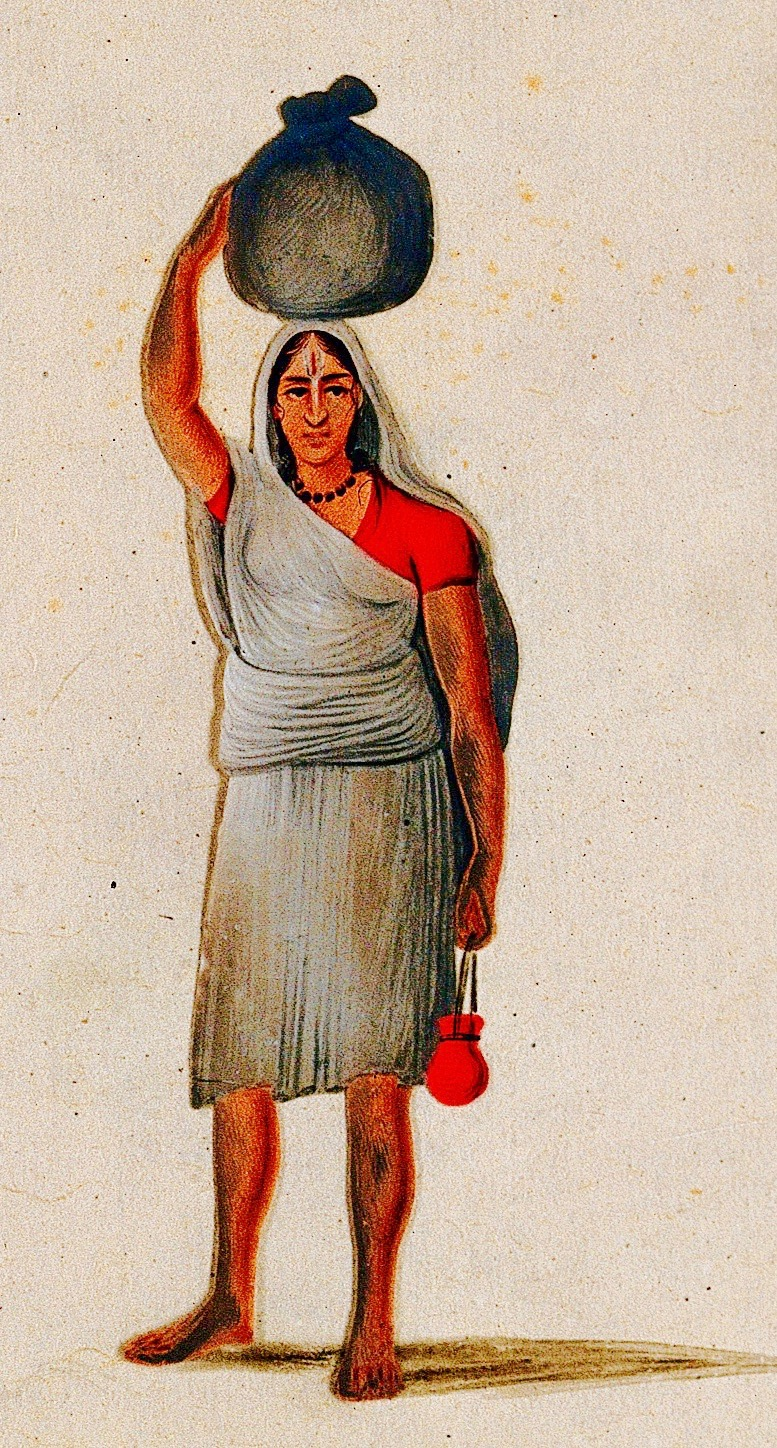
Жіноча аскетична традиція вайшнавізму (Індія, XIX століття).

Аскеза (від грец. ασκεσις — «вправа»), аскетизм — вид духовної практики, моральний принцип з навмисним самообмеженням й самозреченням з метою відмови від життєвих благ і насолод для самовдосконалення або досягнення морального чи релігійного ідеалу, самовідданість, або виконання важких обітниць; надзвичайна стриманість, помірність, відмова від життєвих благ. Мета аскези — досягти певних духовних цілей або набути надприродних здібностей. Подібна практика поширена у всіх типах традицій і культур. Звідси аскет — людина, що практикує аскезу. Відповідно у ширшому сенсі аскетизм — спосіб життя, що характеризується самообмеженням, скромністю та стриманістю.

## Християнство
- Ісихазм
- Великий піст
- Анахорети
- Пустельник

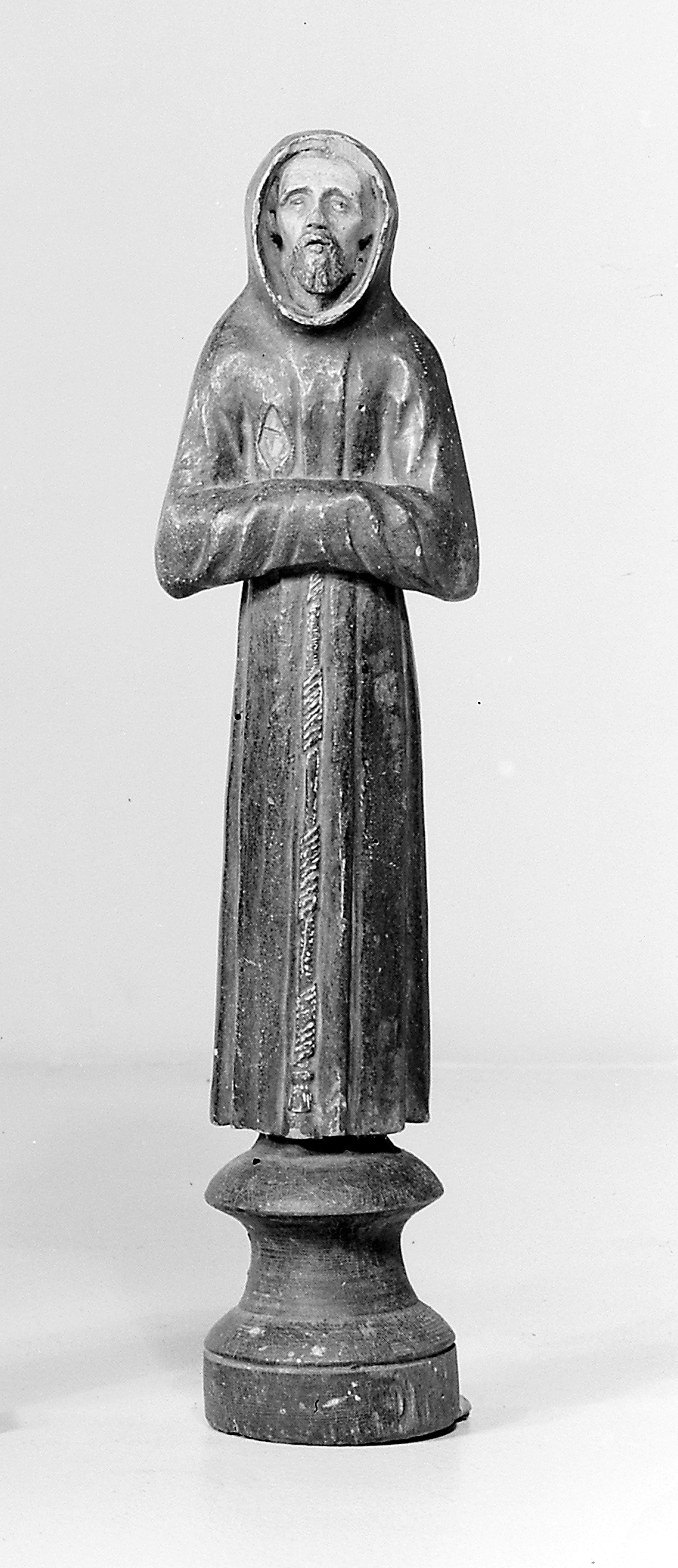
У християнстві Франциск Ассізький та його послідовники практикували суворі аскетичні вправи.

У християнстві аскеза розуміється як прагнення людської волі за допомогою духовних подвигів до надбання Божественної благодаті, яка рятує, зцілює, перетворює і відновлює людське єство, яке піддалося гріхопадінню. Аскетизм — це напружене зусилля людини до надбання благодаті Святого Духа як запоруки спасіння і Царства Небесного.
У християнство термін прийшов з античної культури. Слово походить від дієслова грец. аскео, яке означало майстерне і старанне оброблення грубого матеріалу, прикраса або облаштування житла, вправа, що розвиває тілесні і душевні сили. Християнство зберегло це слово в значенні напруги, праці, зусилля і вправи. Разом з цим до цього слова додався новий зміст, який не був знайомий язичницькому світу.
Святитель Феофан Затворник підкреслює, що всі людські подвиги — піст, праця, пильнування, усамітнення, віддалення від світу, зберігання почуттів, читання Святого Письма та інші залишаться лише вправами, якщо через них не пройде Божественна благодать. Святитель говорить: «Вступаючи у подвиг, не на ньому зупиняй увагу та серце, але проминай його, як щось стороннє, розкривай себе для благодаті як готову посудину, повним відданням себе Богові» (Боротьба з пристрастями, 260). Присутність благодаті в людській душі виявляє себе відкритістю всьому духовному, любов'ю до Бога і ближнього, великою кількістю духовних сил для виконання євангельських заповідей. Надбання благодаті — це живе Богоспілкування.
Пости, стриманість, пильнування, суворий спосіб життя, злидні, що розуміється як не надбання, як небажання «мати», як свобода від влади над нами матеріального світу, послух, як перемога над своєю егоїстичною, «індивідуальною» волею і як одне з високих і прекрасних виявлень нашої любові до Бога і ближнього, відлюдництво, як наслідок шукання внутрішньої комірки, де можна «таємно помолитися Отцеві», повчання в Слові Божому, не в сенсі «зовнішнього», так би мовити академічного знання, а як наповнення себе тим духом благодаті життя і богопізнання, який укладено в Священному Писанні і в творах Святих Отців, цнотливість, як подолання плотських «безсловесних» рухів і взагалі «комплексу плоті» через перебування в пам'яті Божій, мужність, довготерпіння і смиренність, співчуття і милостиня, як вираз любові до Бога і ближнього, віра, як той же подвиг любові, — все це може і повинно бути розумним і вільним подвигом людини, але аж поки не прийде всеутверджувальна дія Божественної благодаті, доти все це залишиться лише людською дією і отже — тлінною. Все це розуміється у християнстві як аскеза[джерело?].

## Іслам
- Рамадан

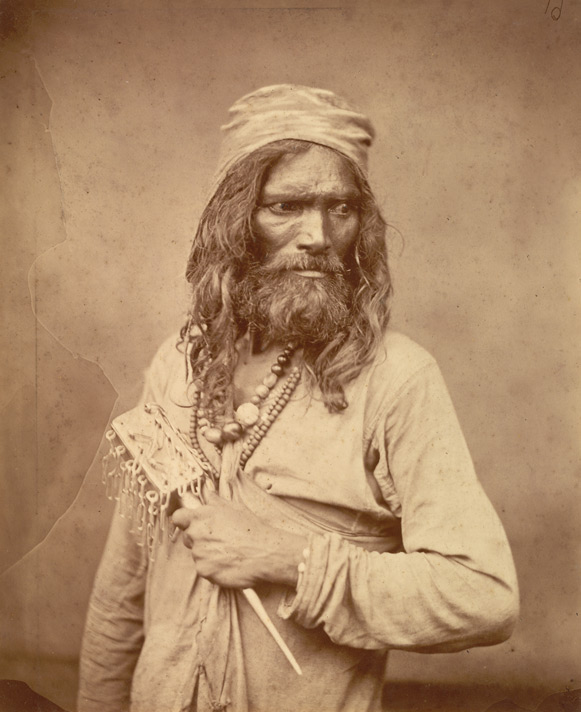
Суфійський мусульманський аскет (факір) у Бенгалі в 1860-х роках

Арабський термін для "аскетизму" - зухд. Ісламський пророк Мухаммед та його послідовники практикували аскетизм. Однак сучасний мейнстримний іслам не мав традиції аскетизму, але його суфійські групи плекали власну аскетичну традицію протягом кількох століть. Ісламські літературні джерела та історики повідомляють, що під час ранніх мусульманських завоювань Близького Сходу та Північної Африки (7-10 століття) деякі з мусульманських воїнів, які охороняли прикордонні поселення, також були аскетами; численні історичні звіти також повідомляють про деяких християнських ченців, які відступили від християнства, прийняли іслам і приєдналися до джихаду, а також про кількох мусульманських воїнів, які відкинули іслам, прийняли християнство і стали християнськими ченцями. Чернецтво заборонено в ісламі. Вчені в галузі ісламознавства стверджували, що аскетизм (зухд) служив попередником пізніших доктринальних формувань суфіїв, які почали з'являтися в десятому столітті через праці таких осіб, як Аль-Джунайд, Аль-Кушайрі, ас-Саррадж, аль-Худжвірі та інші.
Суфізм виник і розвинувся як містична, дещо прихована традиція в мейнстримних сунітських і шиїтських конфесіях ісламу, стверджують Ерік Хансон і Карен Армстронг, ймовірно, у відповідь на "зростаючу мирськість Омеядського та Аббасидського суспільств". Прийняття аскетизму виникло в суфізмі повільно, оскільки це суперечило сунна, стверджує Ніл Грін, і ранні суфії засуджували "аскетичні практики як непотрібні публічні прояви того, що зводилося до фальшивого благочестя". Аскетичних суфіїв переслідували як сунітські, так і шиїтські правителі в різні століття. Суфії були дуже впливовими та надзвичайно успішними у поширенні ісламу між 10-м і 19-м століттями, особливо в найвіддаленіших форпостах мусульманського світу на Близькому Сході та Північній Африці, на Балканах і Кавказ, на Індійському субконтиненті і, нарешті, в Центральній, Східній і Південно-Східній Азії. Деякі вчені стверджують, що суфійські мусульманські аскети та містики відіграли вирішальну роль у наверненні тюркських народів в іслам між 10-м і 12-м століттями та монгольських завойовників у Персії протягом 13-го та 14-го століть, головним чином через подібність між екстремальними, аскетичними суфіями (факірами та дервішами) та шаманами традиційної тюрко-монгольської релігії.
Суфізм був прийнятий, а потім особливо поширився в прикордонних районах ісламських держав, де аскетизм його факірів і дервішів приваблював населення, яке вже звикло до чернечих традицій індуїзму, буддизму та середньовічного християнства. Аскетичні практики суфійських факірів включали безшлюбність, піст і самокатування. Суфійські аскети також брали участь у мобілізації мусульманських воїнів для священних війн, допомагали мандрівникам, роздавали благословення через свої сприйняті магічні сили та допомагали у врегулюванні спорів. Ритуальні аскетичні практики, такі як самокатування (Татбір), щорічно практикувалися мусульманами-шиїтами під час трауру за Мухаррамом.

## Юдаїзм

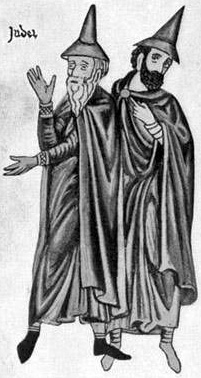
«Ашкеназі Ашкеназі Хасідім» був єврейським містичним і аскетичним рухом у середньовічній Німеччині.

В цілому юдаїзм заперечує аскетизм, однак є течії, які визнавали аскетизм:
- Ессеї
- Терапевти
- Кумранська громада
- Назореї
- Рехавіти[27][28] й ін.

## Індуїзм

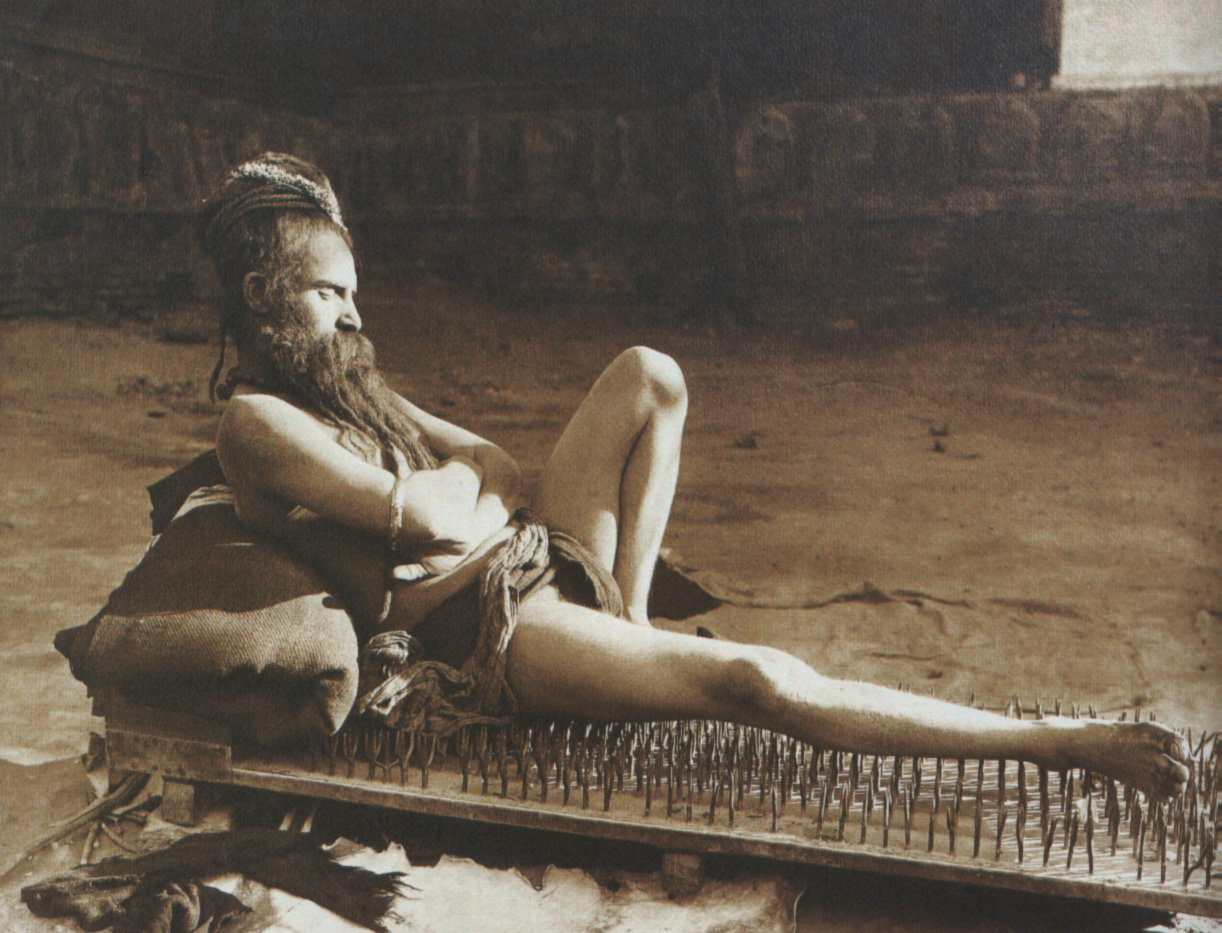
Індійський йог

У Стародавній Індії набуття могутності і високого статусу шляхом аскези Тапас було винятковим привілеєм брахманів. Аскеза вважалася вірним способом досягти надприродних сил і навіть знайти могутність, що дозволяє стати врівень з богами. За легендою, бог багатства Кубера не народився богом, а став ним після багатьох років суворого подвижництва. Індійські аскети практикували досить екстремальні форми самокатування — місяцями тримали руки над головою або стояли на одній нозі.
- Садху
- Санньяса

## Буддизм

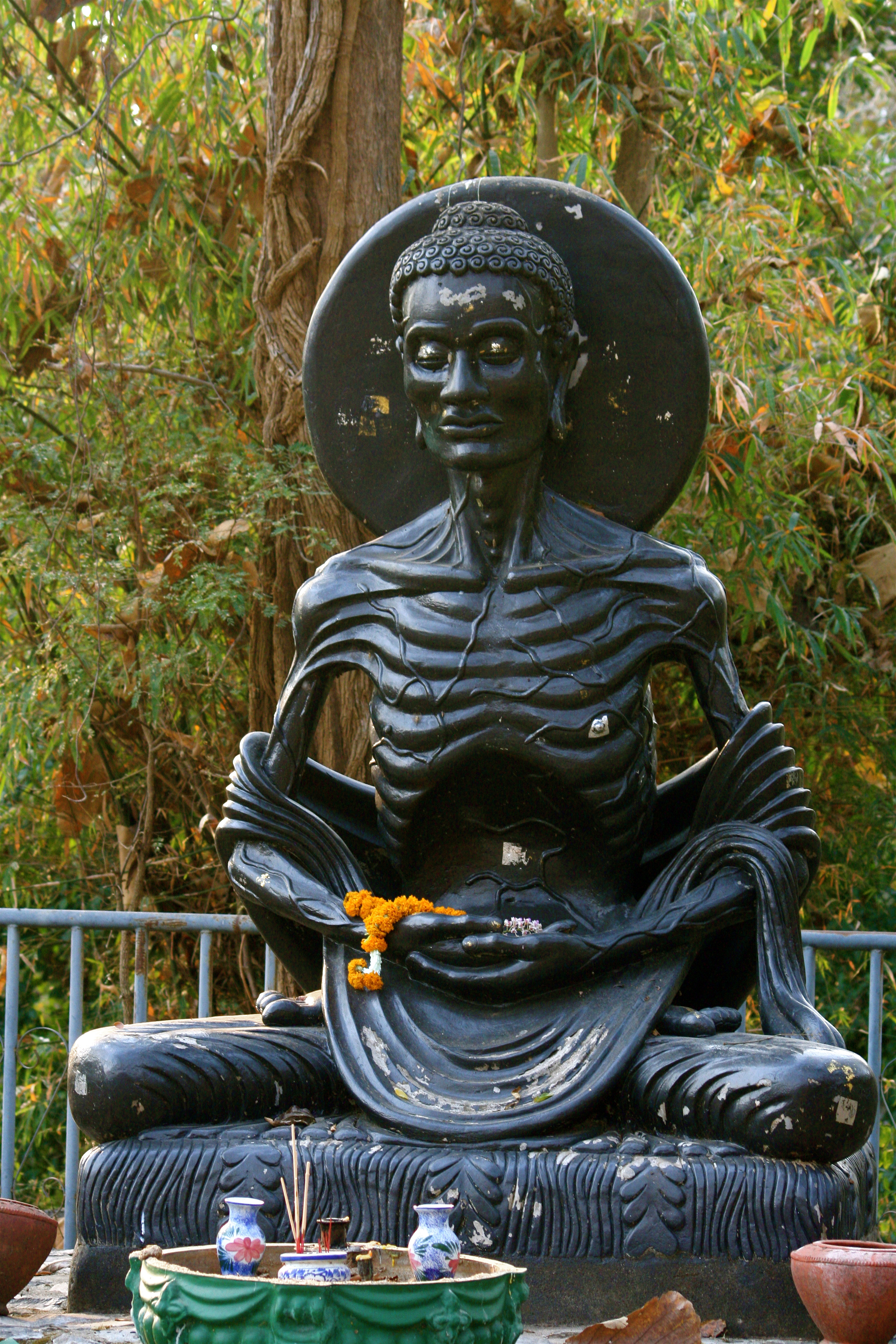
Досягаючи просвітлення, Будда вперше застосував суворий аскетизм, перш ніж рекомендував середній шлях аскетам.

У 29 років Гаутама Будда приєднався до п'яти аскетів в надії, що умертвіння плоті приведе його до прозріння і спокою. Після шести років найсуворішої аскези, так і не наблизившись до мети, він розлучився з аскетами і почав вести більш помірний спосіб життя і проводити медитації іншим способом. Він прийшов до висновку, що умертвіння плоті безглуздо, і не слід умертвляти ніякі живі істоти, в тому числі й себе. Цей епізод у житті Будди часто малюють на картинах, що ілюструють його біографію, в храмах. Проте, окремі школи буддизму використовують аскетичні практики — (бхікшу) в монастирському житті. Зокрема — японська школа Тендай. Аскетизм зустрічається також у синкретичних школах на базі буддизму — наприклад, сюгендо.

##### Тхеравада
Текстові свідчення вказують на те, що аскетичні практики були частиною буддійської традиції в Шрі-Ланці до третього століття до нашої ери, і ця традиція продовжувалася протягом середньовіччя паралельно з чернечою традицією в стилі сангхи.
У тхеравадській традиції Таїланду середньовічні тексти повідомляють про аскетичних ченців, які блукали та жили в лісі або крематорії на самоті, практикували суворі практики, і вони стали відомі як Тхудонг. Аскетичні буддійські ченці були і продовжують зустрічатися в М'янмі, і, як і в Таїланді, вони, як відомо, дотримуються власної версії буддизму, протистоячи ієрархічній інституціоналізованій структурі сангхи монастирів у буддизмі.

##### Махаяна
У традиції Махаяни аскетизм з езотеричним і містичним значенням став прийнятою практикою, наприклад, у школах Тендай і Шінгон японського буддизму. Ці японські практики включали покаяння, суворість, обмивання під водоспадом та ритуали для очищення себе. Японські записи з 12-го століття містять історії про ченців, які вдавалися до суворого аскетизму, тоді як записи свідчать, що ченці нічіренського буддизму 19-го століття прокидалися опівночі або о 2:00 ранку щодня і виконували аскетичні ритуали очищення водою під холодними водоспадами. Інші практики включають екстремальні аскетичні практики споживання лише соснових голок, смол, насіння та, зрештою, самомуміфікації, ще за життя, або Сокушинбуцу (мііра) в Японії.
У китайському буддизмі аскетичні практики самомуміфікації були менш поширеними, але зафіксованими в традиції Чань (дзен-буддизм). Більш давній китайський буддійський аскетизм, дещо схожий на Сокушинбуцу, також відомий, наприклад, публічне самоспалення (самокремація, як шаошен 燒身 або цзифень 自焚) практика, спрямована на відмову від непостійного тіла. Найдавніша задокументована біографія аскетичного буддійського ченця - це біографія Фаю (法羽) у 396 році нашої ери, за якою послідувало понад п'ятдесят задокументованих випадків у наступні століття, включаючи випадок ченця Даоду (道度). Це вважалося свідченням відреченого бодхісаттва, і, можливо, було натхнене джатаками, в яких Будда у своїх попередніх життях самоспалюється, щоб допомогти іншим живим істотам, або вченнями, пов'язаними з Бхайшаджягурувайдурьяпрабхараджа у Лотосовій сутрі. Історичні записи свідчать, що практики самоспалення також спостерігалися у черниць у китайському буддизмі.
Китайські буддійські аскетичні практики, стверджує Джеймс Бенн, не були адаптацією чи імпортом індійських аскетичних практик, а винаходом китайських буддистів, заснованим на їхніх унікальних інтерпретаціях Саддхармапундаріки або Лотосової сутри. Можливо, це запозичення більш давніх добуддійських китайських практик, або з даосизму. Незрозуміло, чи самоспалення обмежувалося переважно китайською аскетичною традицією, і бракує вагомих доказів того, що воно було частиною масштабної, всеосяжної аскетичної програми серед китайських буддистів.

## Інші релігії

#### Релігія інків
В релігії інків середньовічної Південної Америки практикувався аскетизм. Вищі жерці інків вели аскетичне життя, яке включало піст, цнотливість та вживання простої їжі. Записи єзуїтів повідомляють про те, що християнські місіонери зустрічали аскетичних відлюдників інків в Андах.

#### Даосизм
Історичні свідчення вказують на те, що чернеча традиція в даосизмі практикувала аскетизм, і найпоширеніші аскетичні практики включали піст, повну сексуальну стриманість, самонав'язану бідність, позбавлення сну та усамітнення в пустелі. Більш екстремальні та неприродні аскетичні даоські практики включали публічне самовтоплення та самоспалення. Метою цього спектру практик, як і в інших релігіях, було досягнення божественного та подолання смертного тіла. За словами Стівена Ескілдсена, аскетизм продовжує бути частиною сучасного даосизму.

#### Зороастризм
У зороастризмі активна участь у житті через добрі думки, добрі слова та добрі справи є необхідною для забезпечення щастя та утримання хаосу. Ця "активна" участь є центральним елементом у концепції Заратустри про свободу волі. В Авесті, священних писаннях зороастризму, піст і умертвіння плоті заборонені.

## Академічні погляди

### Соціологічні та психологічні погляди
Німецький соціолог початку 20-го століття Макс Вебер провів розмежування між innerweltliche та ausserweltliche аскетизмом, що (приблизно) означає "всередині світу" та "поза світом", відповідно. Талкотт Парсонс переклав їх як "світський" та "потойбічний" — однак деякі перекладачі використовують "внутрішньосвітський", і це більше відповідає внутрішнім світовим дослідженням містицизму, загальній меті аскетизму. "Внутрішньо- або потойбічний" аскетизм практикується людьми, які віддаляються від світу, щоб вести аскетичне життя (це включає ченців, які живуть спільно в монастирях, а також відлюдників, які живуть на самоті). "Світський" аскетизм стосується людей, які ведуть аскетичне життя, але не віддаляються від світу:
Отже, багатство є етично поганим лише в тій мірі, в якій воно є спокусою до бездіяльності та гріховного насолодження життям, а його набуття є поганим лише тоді, коли воно має на меті пізніше жити весело та безтурботно.— Макс Вебер, Протестантська етика і дух капіталізму
Вебер стверджував, що це розмежування виникло в Протестантській реформації, але згодом секуляризувалося, тому концепцію можна застосувати як до релігійних, так і до світських аскетів.
Американський психологічний теоретик 20-го століття Девід Макклелланд припустив, що світський аскетизм конкретно націлений на світські задоволення, які "відволікають" людей від їхнього покликання, і може приймати світські задоволення, які не відволікають. Як приклад, він зазначив, що Квакери історично заперечували проти яскравого одягу, але заможні квакери часто робили свій тьмяний одяг з дорогих матеріалів. Колір вважався відволікаючим, але матеріали – ні. Аміші використовують подібні критерії для прийняття рішень про те, які сучасні технології використовувати, а яких уникати.

#### Погляд Ніцше
У третьому есе ("Що означають аскетичні ідеали?") зі своєї книги 1887 року "До генеалогії моралі", Фрідріх Ніцше обговорює те, що він називає "аскетичним ідеалом" та його роль у формуванні моралі разом з історією волі. У есе Ніцше описує, як такий парадоксальний вчинок, як аскетизм, може служити інтересам життя: через аскетизм можна подолати своє бажання загинути від болю та відчаю і досягти панування над собою. Таким чином, можна виразити як ресентимент, так і волю до влади. Ніцше описує мораль аскетичного священика, що характеризується християнством, як таку, де, опинившись у болю чи відчаї та бажаючи загинути від цього, воля до життя змушує людину ввести себе в стан сплячки та заперечення матеріального світу, щоб мінімізувати цей біль і тим самим зберегти життя, техніку, яку Ніцше знаходить у самому походженні світської науки, а також релігії. Він пов'язував "аскетичний ідеал" з християнським декадансом. Він писав: "Аскетизм є правильним спосо-бом думання для Тих, що мусять викорінити власні чуттєві потяги, оскільки вони є лютими хижаками. Але лише для саме Таких!".

## Антична доба
- Стоїцизм
- Кініки
- Апатія (філософія)
- Діоген